# 로크브륀카프마르탱
로크브륀카프마르탱(프랑스어: Roquebrune-Cap-Martin, 이탈리아어: Roccabruna-Capo Martino)은 모나코와 망통 사이에 있는 프랑스 남동부 프로방스알프코트다쥐르 지역의 알프마리팀주에 있는 코뮌이다. 1921년까지 로크브륀(Roquebrune)으로 불렸으나, 인근에 위치한 바르주의 로크브륀 쉬르 아르장(Roquebrune-sur-Argens)과 구별하기 위해 현재의 이름으로 변경되었다.

## 역사
로마 이전 시대에는 리구리아인이 정착하고 있었다. 일부 지역 방언에선 여전히 고대 리구리아어의 흔적이 남아있다. 원래 로카브루나(Roccabruna)로 알려졌던 이 지역체는 971년 벤티미글리아 백작 콘라드 1세(Conrad I, Count of Ventimiglia)가 서쪽 국경을 보호하기 위해 설립했다.
1355년, 로카브루나는 5세기 동안 모나코의 그리말디 가문의 지배를 받았고, 그 기간 동안 성을 증축하여 강화했다.
1793년에 로카브루나(Roccabruna)에서 로크브륀(Roquebrune)으로 이름을 변경하면서 처음으로 프랑스령이 되었지만 1814년에 모나코에 반환되었다. 1804년 나폴레옹은 해안선을 따라 도로를 건설했다. 도로 건설로 코트다쥐르의 일부 지역과 연결되었고 인근 작은 마을인 카프마르탱(Cap-Martin)과 통합되었다.
1848년 이탈리아의 리소르지멘토와 관련된 혁명이 일어났고, 그 결과 로카브루나와 망통은 사보이 왕국의 보호 아래 자유 도시가 되었다. 자유 도시 망통(Menton)과 로크브륀(Roquebrune)은 이탈리아의 사르데냐 왕국의 일부가 되기를 원했지만, 이는 이루어지지 않았고, 독립 2년 후 10년 동안 사보이 왕가의 통치를 받았다. 그러나 1861년 국민투표에 의해 프랑스에 양도되었다.

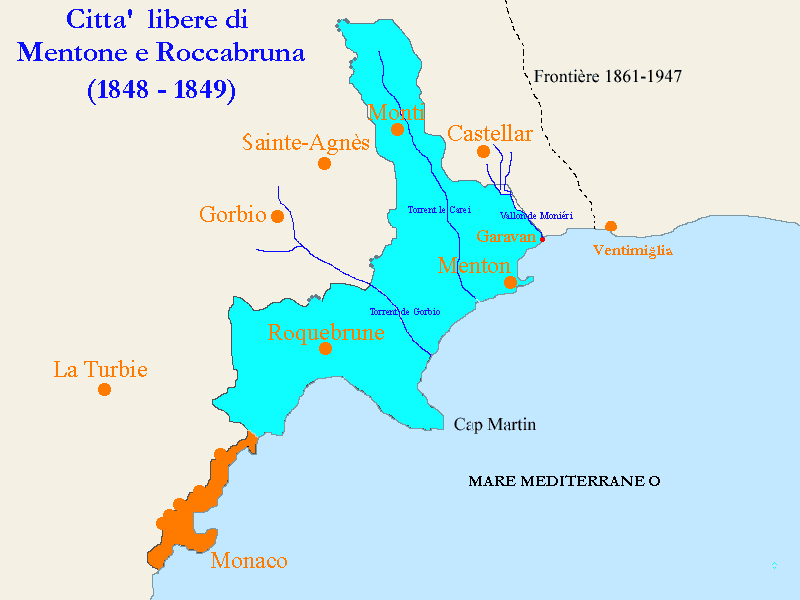
하늘색은 망통과 로크브륀 자유도시 영토이며, 주황색은 1848년 모나코 공국의 영토이다.

니스 태생의 이탈리아의 장군이자 니스 백국 연방을 이탈리아로 승격시킨 주세페 가리발디는 투표가 "보통 투표"로 이루어지지 않았고 결과적으로 이탈리아 통일주의자들이 로카브루나를 요청했다고 불평하며 투표를 무효라고 주장했다. 19세기 중반부터 마르세유-벤티미글리아(Marseille-Ventimiglia) 철로가 건설되면서 이 해안 지역은 유명인들이 휴가용 별장으로 즐겨 찾는 곳이 되었다. 오스트리아 엘리자베스 황후는 1894년부터 1897년까지 인생의 마지막 몇 달을 Hôtel du Cap Martin에서 보냈다. 나폴레옹 3세의 과부인 외제니 드 몽티조 또한 이곳에 별장을 소유하고 있었다. 이러한 민족통일주의 이상의 결과로, 제2차 세계대전 동안 이탈리아와 몬테카를로 사이의 모든 해안 지역은 1943년 9월까지 이탈리아 왕국에 의해 점령되었다.
이 지역은 1920년대와 1930년대에 유행하기 시작했고, 코코 샤넬의 저택인 라 포사 온 캡 마르틴(La Pausa on Cap Martin), 건축가 아일린 그레이와 장 바도비치가 설계한 E-1027 등 몇몇 유명한 건축물들이 건설되었다.
아일랜드의 시인이자 노벨상 수상자인 윌리엄 버틀러 예이츠는 1939년 1월 28일 망통 인근 마을에 있는 Hôtel Idéal Séjour에서 사망했다. 예이츠는 아내에게 보낸 편지에서 로크브륀에 있는 묘지에 1년간 묻힌 뒤 발굴해 아일랜드 슬라이고 카운티 드럼클리프(Drumcliff)에 다시 묻히고 싶다는 뜻을 밝혔다. 그러나 그를 발굴하는 작업은 1948년 9월까지 미뤄져 더 이상 그의 유해를 찾을 수 없었다. 한 기록에 따르면, 보상을 감독하기 위해 파견된 프랑스 외교관 베르나르 카이유(Bernard Cailloux)는 "예이츠 씨의 완전한 유해를 반환하는 것은 불가능하다"고 말했으며 현지 선서 병리학자인 르부야 박사에게 "고인의 모든 특성을 나타내는 유골을 재구성해달라"고 요청할 것을 제안했다. 알프레드 홀리스(Alfred Hollis)라는 이름의 영국인을 포함한 다른 사람들의 유해는 관에 모아져 아일랜드로 보내져 매장되었다. 아일랜드 국민들의 분노를 사지 않기 위해 매장을 맡은 프랑스 대표단과 시인의 가족 모두 비밀리에 모든 일을 처리했다. 이 사건은 2015년 6월 프랑스 외교관 자크 카밀 파리(Jacques Camille Paris)의 비공개 기록물이 파리 주재 아일랜드 대사관에 넘겨질 때까지 공개되지 않았다. 이 이야기는 그보다 더 오래된 것으로, 1988년 아일랜드 타임즈에 보낸 편지에서 예이츠의 가족이 이의를 제기했다.
문학가 부부인 로맹 가리와 레슬리 블랜치는 1950년부터 1957년까지 로크브륀에 살았다. 세계적인 건축가인 르 코르뷔지에는 미니멀리스트 건축 디자인인 카바논을 만들었다. 그는 1965년 8월 27일 로크브륀의 바다에서 익사하여 지역 공동묘지에 안장되었다.

## 오늘날

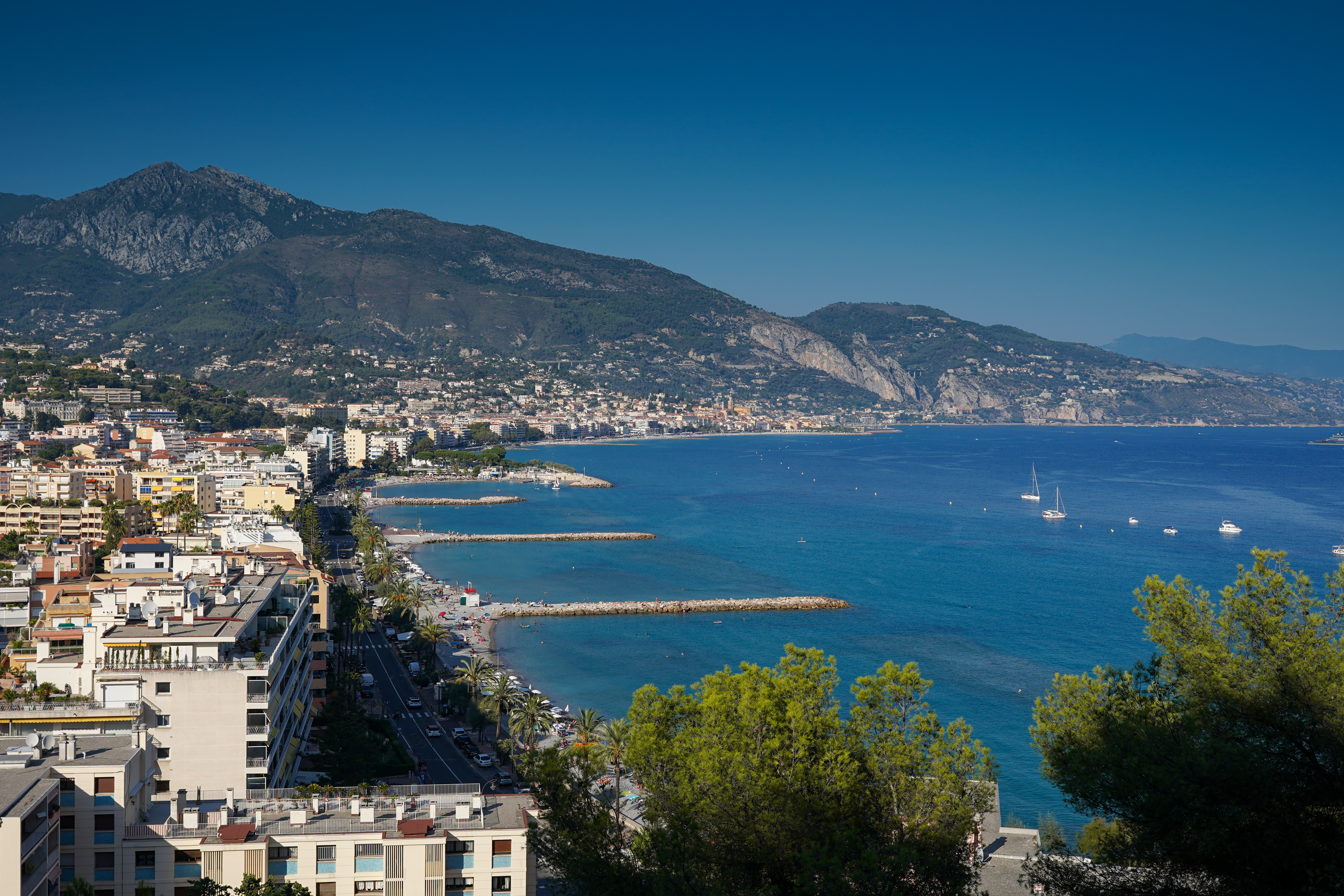
카놀레스(앞쪽)와 망통(뒤쪽)의 해변 휴양지

로크브륀카프마르탱에는 모나코 교외(그러나 모나코 국경 내에 있지 않기 때문에 모나코령은 아님)의 St. Roman, 여러 마을과 샤토가 있는 카베(Cabbé), 본 보야지(Bon Voyage)와 세레트(Serret), 로케브륀의 주거지역, 화려한 캡 마틴(Cap Martin) 반도와 해변 휴양지가 있는 카르놀레스(Carnolès), 긴 자갈 해변과 맞닿아 있는 망통 등 여러 마을과 도시가 있다.
성수기인 4월부터 10월까지는 관광객들이 많이 유입된다.

## 인구통계
| 연도 | 인구  | ±% p.a. |
| ---- | ----- | ------- |
| 1793 | 637   | —       |
| 1806 | 644   | +0.08%  |
| 1858 | 836   | +0.50%  |
| 1872 | 828   | −0.07%  |
| 1901 | 2,744 | +4.22%  |
| 1926 | 6,462 | +3.49%  |
| 1946 | 4,610 | −1.67%  |
| 1962 | 6,529 | +2.20%  |

| 연도 | 인구   | ±% p.a. |
| ---- | ------ | ------- |
| 1968 | 8,345  | +4.17%  |
| 1975 | 10,996 | +4.02%  |
| 1982 | 12,450 | +1.79%  |
| 1990 | 12,376 | −0.07%  |
| 1999 | 11,692 | −0.63%  |
| 2009 | 13,186 | +1.21%  |
| 2014 | 12,867 | −0.49%  |
| 2020 | 12,966 | +0.13%  |

|  | 기술적 문제로 인해 그래프를 일시적으로 사용할 수 없습니다. 파브리케이터와 미디어위키 위키에 더 자세한 정보가 있습니다. |

## 문화
이 지역 방언은 실제로 언어학적으로 볼 때 리구리아 방언과 오크어 사이의 문화 지역인 파이스 멘토나스어(País Mentonasc)의 멘토나스크 방언의 일부이다.
1861년 이후 프랑스어의 사용이 크게 증가하여 현재는 11,692명의 주민 중 소수만이 여전히 로카브루나어를 사용한다.

## 스포츠
테니스 클럽인 몬테카를로 테니스 클럽은 클럽의 명칭과는 다르게 모나코 몬테카를로가 아닌 로크브륀에 위치해 있으며 남자 프로 테니스 대회인 몬테카를로 마스터스가 매년 이곳에서 개최된다.

## 자매 도시
- 벨기에, 프로퐁드빌
- 덴마크, 바일레

## 명예 시민

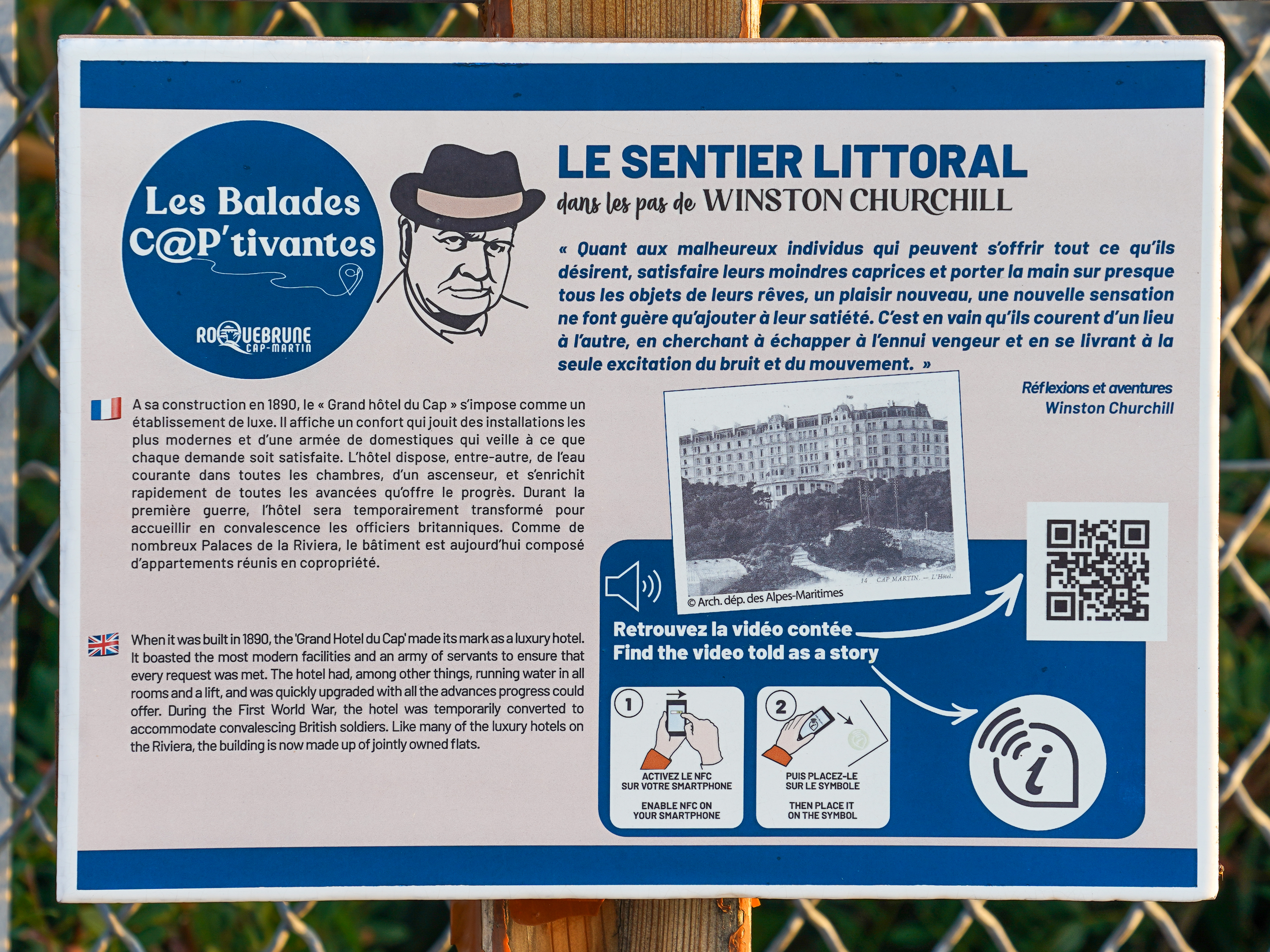
윈스턴 처칠 경을 기념하는 간판

로크브륀카프마르탱의 명예시민권을 수여받은 사람들은 다음과 같다.
| 지정날짜       | 이름                      | 비고      |
| -------------- | ------------------------- | --------- |
| 1956년 3월 3일 | 윈스턴 처칠 경(1874-1965) | 영국 총리 |